# Vincenzo de Cesati
Le baron Vincenzo de Cesati (né le 24 mai 1806 à Milan et mort le 13 février 1883 à Naples) est un botaniste italien.

## Biographie
Vincenzo de Cesati étudie le droit et l’histoire naturelle à Vienne. Il travaille d’abord bénévolement au Collegium Nacionale de Vercelli. Il est professeur de botanique et d’évolution biologique à Naples où il dirige le Jardin botanique de 1868 à 1883.
La plupart des plantes qu’il a récoltées sont conservées par l’Institut botanique de l’université Sapienza de Rome. Il a également contribué à l’Herbier cryptogamique italien (Erbario crittogamico Italiano, 1858-1885).

## Œuvres
- Stirpes Italicae: iconografia universale delle piante italiane (Pirola, Milan, 1840)
- Compendio della flora italiana: compilato per cura dei professori V. Cesati, G. Passerini, E.G. Gibelli (Vallardi, Milan, trente-cinq volumes, 1868-1886). Le manuscrit de l’ouvrage est aujourd’hui conservé à Amsterdam.
- Saggio di una bibliografia algologica italiana (Accademia reale delle Scienze, Naples, 1882).